# Abdelhamid Gherab

Lucien Ahmadou Gherab (* nació 22 de junio de 1926 en fr:Ifigha (Azazga) al este de Tizi Ouzou y murió el 09 de agosto de 1997 en París) fue un combatiente de la Frente de Liberación Nacional (Argelia), Diplomático y periodista.
Su padre el maestro Mohammed Gherab fue natural de fr:Beni Yenni, enseñó durante trece años, incluso como director de la escuela Ifigha.
Fue uno de los "nativos avanzados" que optaron por la nacionalidad francesa y por lo tanto se lo pasó a toda su "secuela", en este caso cuatro niños y tres niñas.
Nombrado en 1934 en Blida, Mohammed Gherab finaliza con su familia.
Ahmadou, como todo el mundo llama o simplemente Abdelhamid Hamid continuar sus estudios en la escuela secundaria Duveyrier Blida, reputado establecimiento, donde los desfiles y desfile gente como Abane Ramdane, Benyoussef Ben Khedda y Saad Dalhab, futuros miembros del Comité de Coordinación de exécutiondu FLN;
Hadjeres Sadek, que dirigirá el clandestina PCA;
y también un tal Jean Daniel Bensaïd del Le Nouvel Observateur. Mohammed Gherab soñaba con hacer un esculape.
Bandeja de salida .au mathelem Hamid empezó a estudiar medicina en Argel y Toulouse.
Ya, que se adhiere a la Journalistes Citoyens d'Algérie-UJDA entonces el Partido Comunista Argelino, lo que resulta en el movimiento comunista en una parte de la familia.
El estudiante no demasiado ansiosos por estudiar, más preocupado de campaña o lanzar sus avena loca, Hamid abandona el estetoscopio para entrar en 1950 en Argel Republicano.
Cultura, gusto, visión, todas las puertas a la política exterior que va a ser una especialidad con Abdelhamid bencina y Kateb Yacine.
Así, en 1952, fue testigo de la efervescencia nacionalista en Túnez y firmar una serie de informes.
Poco después, fue llamado a las Fuerzas Armadas de Francia, desertor en abril de 1956 vueltó al fusil, para luchar con fr:Henri Maillot (militant anticolonialiste) contra el poder colonial.
Ahmadou Gherab fue sobreviviente torturado dos veces condenado a muerte, sobrevivé la Tortura francesas cuando fue capturado en la guerra de Independencia de Argelia.
Fue embajador de Argelia a Sudamérica después de la independencia.
El 16 de agosto de 1964 fue acreditado como primero embajador de Argelia en Santiago de Chile.
Hasta 1966 fue también acreditado en Buenos Aires y Montevideo donde conoció a Eduardo Galeano:
Ahmadou Gherab, que peleó por la independencia de Argelia, me lo contó. Ahmadou fue torturado por un oficial francés durante varios meses. Y cada día, a las seis en punto de la tarde, el torturador se secaba el sudor de la frente, desenchufaba la picana eléctrica y guardaba los demás instrumentos de trabajo. Entonces se sentaba junto al torturado y le hablaba de sus problemas familiares y del ascenso que no llega y lo cara que está la vida. El torturador hablaba de su mujer insufrible y del hijo recién nacido, que no lo había dejado pegar un ojo en toda la noche; hablaba contra Orán, esta ciudad de mierda, y contra el hijo de puta del coronel que... 
Ahmadou, ensangrentado, temblando de dolor, ardiendo en fiebres, no decía nada.